# Мики, Муцуко
Муцуко Мики (яп. 三木 睦子 Мики Муцуко, 31 июля 1917 — 31 июля 2012) — японская антивоенная активистка и пацифистка, выступавшая за выплату официальной компенсации «женщинам для утешения» и улучшение отношений между Японией и Северной Кореей. Супруга премьер-министра Японии Такэо Мики.

## Биография
Отец Муцуко — Нобутеру Мори, член палаты представителей, основатель химической компании Сёва Дэнко (англ.).
В 1940 году Муцуко Мики вышла замуж за японского политика Такэо Мики, который в 1974-1976 годах занимал пост премьер-министра Японии. Такэо умер в 1988 году.
Получила широкую известность за свою активную общественную деятельность. Муцуко Мики поддерживала пацифизм. Активно выступала против попыток отменить Девятую статью японской Конституции, в которой провозглашается отказ государства от войны как способа разрешения международных споров, и, как следствие, от создания собственных сухопутных войск, флота и военно-воздушных сил. Проводила кампании в поддержку девятой статьи по всей Японии, в этом её поддерживали её друзья и коллеги. В 2004 году группа японских активистов, среди которых были Муцуко Мики, философ Такэси Умэхара, нобелевский лауреат Кэндзабуро Оэ и писатель Хисаэ Савати основали в поддержку девятой статьи объединение «Статья 9».
Также Муцуко Мики выступала за выплату компенсаций «женщинам для утешения» — женщинам из азиатских стран, которых принудительно заставляли работать в военных борделях для японских войск. В 1995 году она присоединилась к фонду азиатских женщин, созданном кабинетом Томииты Мураямы для выплаты компенсаций. Хотя Муцуко Мики призывала к созданию этого фонда, она публично разорвала с ним связи связи в 1996 году, после того, как правительство Японии отказалось выплачивать компенсацию от своего имени (фонд азиатских женщин формально являлся частной организацией).
Мики выступала за улучшение двухсторонних отношений между Японией и Северной Кореей. В 2000 году она вместе с бывшим премьер-министром Томиити Мураямой освершила поездку по территории Северной Кореи. В 2002 году Муцуко Мики была награждена северокорейским орденом Дружбы.
31 июля 2012 года Муцуко Мики умерла в Токио от рака.